# فرودگاه کارپ
فرودگاه کارپ (به انگلیسی: Carp Airport) یک فرودگاه همگانی با کد یاتا YRP است که یک باند فرود آسفالت دارد. این فرودگاه در کشور کانادا قرار دارد .